# Vojislav D. Dević
Vojislav D. Dević (serbokroatisch-kyrillisch Војислав Д.Девић; * 1952 in Novi Sad) ist ein Forscher, Theoretiker und Praktiker in den Bereichen Raumplanung, Städtebau, Architektur, Schutz des architektonischen Erbes, Ökologie, Zukunftsforschung, Kartographie und geostrategische Projekte.

## Leben und Wirken
Dević absolvierte 1977 die städtebauliche Abteilung der Fakultät für Architektur in Belgrad. Spezialisierte
Städtebau an der Universität Paris VIII, in Saint-Denis, in den Jahren 1982/1983.
War von 1979 bis 1994 am Institut für Städtebau der Stadt Novi Sad beschäftigt, wo er von 1992 bis 1994 auch Vorstandsmitglied war. Mitglied der Stadtkommission von Novi Sad für Einblicke in Stadtpläne 1990–1992 und 2001–2003. War von 2001 bis 2002 im Exekutivrat der Autonomen Provinz Vojvodina im Sekretariat für Wirtschaft, Sektor für Städtebau und Bauwesen beschäftigt. Von 2013 bis 2016 war er Mitglied des Rates für Städtebau, Geschäftsräume und Wohnungsfragen der Versammlung der Stadt Novi Sad.
Seit 1992 ist er Sekretär des slowenischen Instituts in Novi Sad; seit 2005 Berater des Geographischen Instituts der Serbischen Akademie der Wissenschaften und Künste „Jovan Cvijić“; seit 2008 Direktor des Strateg Projekts, seit 2011 Leiter der Stiftung „Matica Mira“. 1995 wurde er zum Professor und Akademiker an der Internationalen Slawischen Akademie der Wissenschaften, Bildung und Künste in Moskau gewählt.
Er ist Patron der Plätze, Friedhöfe und Kirchen von Novi Sad sowie Vertreter des allgemeinen architektonischen Erbes der Vojvodina und des zivilisatorischen Erbes des serbischen Donauraums.
Teilnehmer von etwa 30 professionellen und wissenschaftlichen Symposien auf serbischer, jugoslawischer, europäischer und weltweiter Ebene mit Autorenarbeiten. Mitarbeiter und Autor von mehreren Dutzenden Stadtplänen und Projekten. Autor einer Vielzahl von Artikeln, die in der Fach- und Tagespresse veröffentlicht wurden.
Dević ist Mitglied der Architektengesellschaft der Stadt Novi Sad, der Vereinigung der angewandten Künstler und Designer der Vojvodina, des Vereins der Urbanisten Serbiens, des slowenischen Instituts in Novi Sad, des Europäischen Instituts für Altslawistik in London und der Internationalen Slawischen Akademie der Wissenschaften, Bildung, Kultur und Kunst in Moskau.

## Philosophische Ideen und Friedensprojekte
Kämpfer für Ökologie und Ideenschöpfer von Biopolis – dem Modell einer gesunden, harmonischen und begehrenswerten Stadt, Olympiapolis – einer ausgewogenen Stadt des gewaltfreien Friedens, Mudrapolis – einer Votivsiegel-Stadt, mit tolerierenden Barrieren bzw. der Überlebensstrategie der Städte im 21. Jahrhundert, des Gebirges Fruška Gora, als dritter heiliger Berg und Asketopolisa – der Strategie der städtischen Selbstbeschränkung.
Er ist Autor der konzeptionellen Friedensprojekte der Ökumenischen Herberge, in der Nähe des Heiligtums von Maria Schnee, am Standort Tekije, Peterwardein, weiters von Srbalbanopolis, einer Versöhnungsstadt zwischen Serben und Albanern; Srb-Bosh-Hrt – des Versöhnungspallastes orthodoxer Serben, islamischer Bosniaken und römisch-katholischer Kroaten in Sarajevo; von Japan Polis, im mittleren Donauraum; Cenpantrans – Zentrum für panharmonische Transformation von Mensch und Welt (dem größten Projekt, das Serbien auf der Weltausstellung EXPO 2010 in Shanghai im serbischen Pavillon ausstellte und von über 3,5 Millionen Besuchern gesehen wurde); der paneuropäischen Donau-Friedensbildung; von Beo-Ber-Mos, bzw. Belgrad-Berlin-Moskau, der Versöhnungsstadt zwischen Deutschen und Russen im serbischen Donauraum; des euroasiatischen euro-asiatischen Zentrums im serbischen Donauraum; Prag, als Versöhnungsstadt der Großmächte; „Novi Sad – Neuer Frieden – Neues Gut“ und anderer Projekte.

## Autorenbücher
- Toleranzprojekte – Mondialismus, Ökumene und Orthodoxie, 1996 (dreisprachig) / Пројекти толеранције — мондијализам, екуменизам и православље, 1996 (тројезична).
- Verkleideter Name und unbekannte urbane Genealogie von Novi Sad, 1997 / Прикривено име и непознати урбанолошки родопис Новог Сада, 1997.
- Kann das Erdbeben die Sicherheit von Novi Sad gefährden? / Може ли земљотрес угрозити сигурност Новог Сада?, 1998.
- Ethisch-ökologische Botschaft an andere Architekten und Stadtplaner des dritten Jahrtausends 1999 (fünf Sprachen) – verliehen im Urban Salon in Niš im selben Jahr / Етичко–еколошка посланица колегама архитектама и урбанистима III миленијума, 1999 (петојезична) – награђена на Урбанистичком салону у Нишу исте године.
- Die Stadt der Versohnung des 21-ten Jahrhunderts SRBALBANOPOLIS / Град помирења XXI века Србалбанополис, 2002 (четворојезична).
- Das konzeptionelle Konzept des Tempels der allchristlichen Begegnung und Versöhnung des Saint Johannes der Täufer, 2003 (zweisprachig) / Идејни концепт храма свехришћанског сусретања и помирења Св. Јован Крститељ, 2003. (двојезична);
- Neue kreative Räume der Vojvodina – Überprüfung verlassener und nicht genutzter Gebäude in der Provinz Vojvodina mit Analyse und Bewertung der Möglichkeit ihrer Umwandlung in kulturelle Einrichtungen, 2014. / Нови креативни простори Војводине — Преглед напуштених и недовољно искоришћених објеката у АП Војводини са анализом и проценом могућности њихове трансформације у објекте културе, 2014.
- Neue kreative Räume der Vojvodina als Potenzial für die Entwicklung lokaler Gemeinschaften, 2015 / Нови креативни простори Војводине као потенцијал развоја локалних заједница, 2015.
- Neue kreative Räume — Kulturhäuser für das 21. Jahrhundert / Нови креативни простори — Домови културе за 21. век.

## Einzelausstellungen (Auswahl)
- Toleranzprojekte für das dritte Jahrtausend, SANU Galerie, Novi Sad (2000);
- Tempel der allchristlichen Begegnung und Versöhnung, Galerie der Vojvodjanska Banka, Novi Sad (2005);
- Infokarten der Güter von Novi Sad, Sremski Karlovci, des Heiligen Gebirges Fruška gora und der Vojvodina, Galerie Forma, Novi Sad (2006);
- Infokarten der Güter der Vojvodina und Serbiens, Kulturhaus Budakalász (Kalasch), Ungarn (2008);
- Videofilm Cenpantrans, Pavillon von Serbien, VIP-Salon, Weltausstellung EXPO 2010, Shanghai, China (2010);
- Multimedia-Friedensausstellung Cenpantrans, Exekutivrat der Autonomen Provinz Vojvodina, Zeremoniensaal, Novi Sad (2012);
- Multimedia-Ausstellung Zentrum für allchristliche Begegnung und Versöhnung, Galerie Most, Institut für Kultur der Vojvodina (2013);
- Anti-apokalyptische Projekte – made in Serbia, Haus von Đura Jakšić, Belgrad (2015);
- Donauische kreative Projekte, Galerie ITD, Festung Peterwardein (2015);
- Kartografische Ausstellung des Einzelautors, Galerie Forma, UPIDIV, Novi Sad (2016);
- Darstellung der Unterschiede in den Besonderheiten der kulturellen, religiösen und friedlichen Werte der Autonomen Provinz Vojvodina, Galerie Most, Institut für Kultur der Vojvodina, Novi Sad, 2016.

Er nahm zudem auf einigen Dutzenden Gemeinschaftsausstellungen teil.